# Сан Вито (Потенца)
Сан Вито (итал. San Vito) је насеље у Италији у округу Потенца, региону Базиликата.
Према процени из 2011. у насељу је живело 55 становника. Насеље се налази на надморској висини од 962 м.